# Уэст-Виро-Корридор (Флорида)
Уэст-Виро-Корридор (англ. West Vero Corridor) — статистически обособленная местность, расположенная в округе Индиан-Ривер (штат Флорида, США) с населением в 7695 человек по статистическим данным переписи 2000 года.

## География
По данным Бюро переписи населения США статистически обособленная местность Уэст-Виро-Корридор имеет общую площадь в 12,95 квадратных километров, водных ресурсов в черте населённого пункта не имеется.
Статистически обособленная местность Уэст-Виро-Корридор расположена на высоте 6 м над уровнем моря.

## Демография
По данным переписи населения 2000 года в Уэст-Виро-Корридор проживало 7695 человек, 2426 семей, насчитывалось 4235 домашних хозяйств и 5315 жилых домов. Средняя плотность населения составляла около 594,21 человек на один квадратный километр. Расовый состав населённого пункта распределился следующим образом: 98,22 % белых, 0,23 % — чёрных или афроамериканцев, 0,17 % — коренных американцев, 0,40 % — азиатов, 0,03 % — выходцев с тихоокеанских островов, 0,35 % — представителей смешанных рас, 0,60 % — других народностей. Испаноговорящие составили 2,11 % от всех жителей статистически обособленной местности.
Из 4235 домашних хозяйств в 7,1 % воспитывали детей в возрасте до 18 лет, 50,9 % представляли собой совместно проживающие супружеские пары, в 4,6 % семей женщины проживали без мужей, 42,7 % не имели семей. 39,0 % от общего числа семей на момент переписи жили самостоятельно, при этом 32,5 % составили одинокие пожилые люди в возрасте 65 лет и старше. Средний размер домашнего хозяйства составил 1,78 человек, а средний размер семьи — 2,26 человек.
Население статистически обособленной местности по возрастному диапазону по данным переписи 2000 года распределилось следующим образом: 7,0 % — жители младше 18 лет, 2,1 % — между 18 и 24 годами, 10,3 % — от 25 до 44 лет, 16,8 % — от 45 до 64 лет и 63,9 % — в возрасте 65 лет и старше. Средний возраст жителей составил 72 года. На каждые 100 женщин в Уэст-Виро-Корридор приходилось 78,3 мужчин, при этом на каждые сто женщин 18 лет и старше приходилось 76,3 мужчин также старше 18 лет.
Средний доход на одно домашнее хозяйство статистически обособленной местности составил 33 975 долларов США, а средний доход на одну семью — 38 175 долларов. При этом мужчины имели средний доход в 28 301 доллар США в год против 25 488 долларов среднегодового дохода у женщин. Доход на душу населения статистически обособленной местности составил 33 975 долларов в год. 4,4 % от всего числа семей в населённом пункте и 7,3 % от всей численности населения находилось на момент переписи населения за чертой бедности, при этом 15,6 % из них были моложе 18 лет и 5,3 % — в возрасте 65 лет и старше.